# ヘンリー・スティムソン
ヘンリー・ルイス・スティムソン（英語: Henry Lewis Stimson、1867年9月21日 - 1950年10月20日）は、アメリカ合衆国の政治家。陸軍長官、フィリピン総督、国務長官を歴任した。保守的な共和党員であり、ニューヨーク市の弁護士でもあった。
ナチス党政権下のドイツに対する攻撃的な姿勢のために、陸軍とその一部である陸軍航空軍の責任者に選ばれ、第二次世界大戦期における民間人出身の陸軍長官として最もよく知られている。1200万人の陸軍兵と航空兵の動員と訓練、国家工業生産の30パーセントの物資の購買と戦場への輸送、日系人の強制収容の推進、原子爆弾の製造と使用の決断を管理した。

## 経歴

### 若年期
1867年9月21日、ニューヨーク州ニューヨークにて共和党の政治に長い間関与していた裕福な家庭に誕生した。マサチューセッツ州アンドーヴァーのフィリップス・アカデミーとイェール大学（1888年に卒業した。）で教育を受けた。そこで後の多くの人脈を与えた秘密結社「スカル・アンド・ボーンズ」に入会した。
1890年、ハーヴァード・ロースクールを卒業した。翌1891年にはウォール街の高名な法律事務所「ルート＝クラーク事務所」に就職し、2年後に共同経営者となった。後に陸軍長官と国務長官となるエリフ・ルートは、スティムソンにとっての理想像となり、大いに影響を与えた。
1906年1月、当時のアメリカ大統領セオドア・ルーズベルトによってニューヨーク南地区の連邦検事に任命された。ここでスティムソンは反トラスト法違反訴訟の検察官を務め、優れた成績を残した。その後は1910年11月にニューヨーク州知事の共和党候補として立候補したが、落選した。

### 政界入り
1911年5月、アメリカ大統領ウィリアム・タフトによって陸軍長官に任命され、1913年3月まで在任した。スティムソンは、エリフ・ルートが始めた陸軍再編成を引き継ぎ、第一次世界大戦では軍法務総監（Judge Advocate General）にはハーヴァード大学出身の法学者フェリックス・フランクファーターを任命し、戦禍が広範に拡大する前に陸軍の効率を改善した。彼は戦災に見舞われたベルギーの人々の援助を主導した。

アメリカ合衆国参戦後の1918年8月に大佐に昇進し、フランスで砲兵士官を務めた。
1927年、スティムソンは当時の大統領カルビン・クーリッジによって民間の交渉のためにニカラグアに派遣され、アメリカ大使や海兵隊司令官と密接に連携して内政干渉した。スティムソンは内戦の両軍の武装解除・ディアスの内閣参加・中立の警察隊を編成し、アメリカ士官の指揮下に置くこと・1928年の選挙をアメリカの監督下で実施することを要求し、「要求に応じなければ干戈に訴える」と脅迫したといわれている。スティムソンはニカラグア人が「独立に付随する責任に適合しておらず、支持される自治にはさらに適合していない」と書いた。1927年12月から1929年2月までレオナード・ウッド将軍の後任としてフィリピン総督に任命された後、スティムソンは同じ理由でフィリピン人の独立に反対した。1920年代に「アメリカは国際社会のエリートであるから、白人の責務を果たすために、アメリカの一流企業を世界のすみずみまで進出させるべきであり、必要であれば政治干渉も行うべきである。そうすれば早晩、劣等民族はアメリカの基準を受け入れるだろう」と考えていたという。
1929年3月から1933年3月まで、スティムソンはフーヴァー政権において国務長官として仕えた。1929年には「紳士は互いの郵便を盗み見ない」と語り、国務省の暗号解読局MI-8を閉鎖した。しかし、後年にスティムソンはこの姿勢を変え、暗号の解読を重視するようになった。
1930年、スティムソンはロンドン海軍軍縮会議のアメリカ代表団の団長を務め、イギリス首相のラムゼイ・マクドナルドや日本の全権若槻禮次郎などとの交渉の末、ロンドン海軍軍縮条約締結にこぎつけた。会議における若槻の「生命と名誉のごときは、これを顧みない」姿勢に感動したため、日本の要求に譲歩したとの批判を受けたが、卓越した弁護士としての技量により条約は批准された。翌年にジュネーヴ軍縮会議のアメリカ代表団の団長となった。 
1932年、アメリカ合衆国は日本の満州占領に対して「スティムソン・ドクトリン」を公表した。内容は日本の満州への軍事行動を非難するものであった。すなわちケロッグ・ブリアン条約（パリ不戦条約）に違反する如何なる行動をも認めないと共に、中華民国への軍事行動によって生じた条約や中国大陸における勢力圏の変化を承認することを拒否するものであった。同時にスティムソン・ドクトリンはアメリカの中国における条約上の権利・権益を侵害するような取り決めを認めず、中国政策における「門戸開放政策」の方針を確認するものでもあった。
フーヴァー政権の終焉と共に下野して弁護士に戻ってからも、スティムソンは日本・ドイツ・イタリアへの反対論の率直な提唱者だった。また第二次エチオピア戦争・スペイン内戦・ミュンヘン会談・ポーランド侵攻に至るまで静観し続けたイギリスとフランスの「5年間に及ぶ愚行」を批判し、「アメリカは恥ずべき傍観者になってはいけない」と表明していた。
1939年9月に第二次世界大戦が勃発すると、ラジオ演説においてイギリスとフランスが行っている「我々の戦い」をアメリカが助けるよう主張した。フランス降伏後の1940年6月18日には「いまや、世界は二分された。全体主義が勝利すれば、それは世界の自由の終焉を意味する」「ナチスと西半球の間に存在する兵力がイギリス艦隊のみである以上、アメリカはイギリス艦隊を守らねばならない」として、中立法の破棄や徴兵制の導入を訴えるラジオ演説を行い、賛否両論の大反響を読んだ。翌日、ホワイトハウスからスティムソンの元に電話が入り、フランクリン・ルーズベルト政権の陸軍長官復帰が要請された。スティムソンはルーズベルトが自分の主張に同意していることを確認した後、要請を引き受けた。

### 陸軍長官復帰
1940年7月10日、スティムソンは正式に陸軍長官に復帰した。同時にやはり共和党員であるフランク・ノックスが海軍長官に任用されている。これらの人事は、危機的な世界情勢を背景に超党派の外交・安全保障政策を展開しようとの意図を持ったものである。スティムソンはロバート・ポーター・パターソンを陸軍次官に指名し、9月には選抜徴兵制を導入して140万人以上の導入を可能とした。また武器貸与法の窓口を陸軍にするよう要請し、陸軍は莫大な予算を議会承認無しに獲得することができるようになった。

### 日本との開戦
スティムソンの日米交渉への関与は限定的であったが、日記にはその交渉の様子が細かくつづられている。1941年10月28日にはコーデル・ハル国務長官がアメリカの即時参戦を望んでいるのかと問われた際にはノーと答え、「昨今の状況をフィリピンでのアメリカの立場を強化する機会」と考えており、「可能であれば枢軸国グループから日本を振り落とすことを念頭に置いている」と付け加えた。11月26日にハル・ノートを手交したハルは、27日の朝に「私はこの件（日米交渉）から手を引いた。あとはあなたとノックス海軍長官の出番だ」とスティムソンに報告している。
アメリカ政府は「全面協定案」（「ハル・ノート」の原型）と「暫定協定案」という2つの提案のいずれかを日本に提示する検討を進めており、後者は日米双方の譲歩を前提とする事態打開の方策を列記した内容であった。暫定協定案には中国側が猛反対して、スティムソンは日本軍の軍事行動の誤報をルーズベルト大統領に知らせ、暫定協定案を放棄した。
真珠湾攻撃の一報をルーズベルトから受けたスティムソンは日記に「パールハーバーのニュースを聞いたとき、最初に浮かんだ思いは、これで優柔不断のときは終わり、この危機でアメリカ国民は団結するであろうという安堵（relief）の気持ちだった。（中略）なぜなら、愛国心に欠ける人々がこれまでこの国を分裂させ無関心層を増幅させていたが、わが国の国民が団結すれば恐れるものは何も無いと感じたからだ」と書いた。「安堵」という表現はスティムソンらが日本の攻撃を事前に知っていたとする「真珠湾攻撃陰謀説」の憶測を呼んだ。また、攻撃の10日前の日記には次のような記述があり、これも陰謀説を補強する材料とされる。
しかしスティムソン自身は「陰謀説」を「馬鹿げたこと」と一蹴し、奇襲を防げなかったとしてジョージ・マーシャル陸軍参謀総長への責任論が政府内で高まることを危惧していた。

### 原子爆弾への関与
5月29日、大統領であるトルーマンの求めに従って会議を開催し、ジョセフ・グルー国務長官代理の提案通りに、日本に対して天皇制存置条項を含む最後通告を出すかどうか、スティムソン陸軍長官、フォレスタル海軍長官、グルー国務長官代理、およびそれぞれの副官が話し合ったとき、スティムソンは今はその時ではないとして見送ることを主張した。
7月2日にスティムソンは日本上陸計画を準備しているが、特攻が激しくなっており、この調子では日本上陸後も抵抗にあい、アメリカに数百万人の被害が出ると話し、天皇制くらい認めて降伏勧告をすべきと大統領に意見した。
スティムソンは原子爆弾に関して、マンハッタン計画の長であるレズリー・グローヴズ少将を監督し、原爆投下決定を検討したとされる「暫定委員会」の委員長を務めていた。ルーズヴェルトと後任のトルーマンは共に、原子爆弾のあらゆる局面で彼の助言に従った。そして必要とされるときスティムソンは軍の意見を却下した。 例えばスティムソンの頭越しでグローヴズから受け取った原爆投下の目標リストのうち、文化の中心都市であるとして、2度訪れたことのある京都への投下に強硬に反対しリストから外させた。スティムソンの7月24日付の日記には「私は京都を目標から外すべきだと大統領に伝えた。もし一般市民が暮らす京都に原爆を落とすという理不尽な行為をすれば、戦後和解の芽をつみ、日本が反米国家になってしまうと。すると大統領は『全く同感だ。』と答えた。」と記されていた。1945年8月6日に最初の原子爆弾の攻撃が広島を破壊した。8月8日にトルーマンがワシントンに戻った直後、スティムソンはトルーマンの元を訪ねた。そして広島の被害をとらえた写真を見せ、トルーマンは「こんな破壊行為をしてしまった責任は大統領の私にある。」と述べている。しかし、軍の作戦はそのまま進められ、8月9日に原爆は長崎にも投下された。 
スティムソンは原爆投下に対する批判を抑えるために、「原爆投下によって戦争を早く終わらせ、アメリカ兵だけで100万人を超える者が救われた」と表明（1947年2月）。この説明をトルーマンも踏襲した。これらがその後の原爆使用を正当化するアメリカにおける公式解釈の原型を形作った。この公式解釈をめぐって、1960年代のアルペロヴィッツを皮切りに、1995年のスミソニアン航空宇宙博物館「原爆展」中止論争などにおいてアメリカ国内でも多くの議論を呼び起こすことになった。
1932年6月から1941年12月の日米開戦の時まで10年間駐日大使を務め、戦争末期には国務長官代理を務めたジョセフ・グルーは、スティムソン論文が発表された後の2月12日に9ページにも及ぶ次のような要旨の長文の手紙をスティムソンに送り付けた。
- 原爆投下は必要無かった。グルーの勧告通りにトルーマンが日本に対する最後通告（のちにポツダム宣言となる）を1945年5月の段階で発していたなら、日本は6月か7月に降伏していたからだ。
- この最後通告はグルーが部下に作らせたもので、グルーがもっとも重視した日本国民が選択すれば天皇制を存置することができるという項目を含んでいた。
- 従ってスティムソン論文の要旨「2度に渡る原爆使用だけが戦争を終わらせ、日米の将兵の命を救う道だった」は、「天皇制存置条項を含んだ最後通告をトルーマンが発していれば、日本は6月か7月には降伏していた」というグルーらの見解に反しているだけでなく、早期終戦をもたらすために彼とその部下がトルーマン政権内で懸命にしていた努力を全く無視するものだ。
- しかも、スティムソンはまるで天皇制存置を唱えたのは自分であったかのような書き方をしているが、実際これを彼よりはるか先に、そしてもっと強く主張し続けたのはグルーだった。

一般に有力説の一つとして、ガー・アルペロビッツによる「原爆を使わないまま戦争が終われば、その巨額の開発費用につき納税者や議会から税金の無駄遣いだとの批判が出るとトルーマンとバーンズが怖れたため、広島・長崎へ原爆が投下された」との説があるが、有馬哲夫は、1947年3月25日にダグラス・マッカーサーが「スティムソンが原爆を使用したのは莫大な予算をつぎ込みながら原爆を使わずに戦争が終われば、開発責任者として自分の責任が問われる事になると恐れた為だ。」と発言したとしている。

### 戦後統治への関与
スティムソンはヘンリー・モーゲンソーによる、ドイツを脱工業化し小さい州に分割するモーゲンソー・プランに強く反対した。この計画は、ナチの戦争犯罪に対する責任の嫌疑がかかった者は誰でも追放か略式手続きによる投獄をすることも目論んでいた。ルーズヴェルトは当初、この計画に対して同情的だったが、スティムソンの反対に遭い、さらに計画が漏れて大衆の抗議を受けるに至って、彼は方針を転換した。こうしてスティムソンはドイツにおける米国の占領地域の全体的な統制を維持した。
モーゲンソー・プラン自体は決して効力を発することはなかったが、初期の占領に影響を与えた。スティムソンはルーズヴェルトに、ロシアを含めたヨーロッパの10ヶ国がドイツの輸出入と原料生産に依存しており、そしてこの「エネルギーと活力と進歩主義」の民族によって支えられている「自然の贈り物」を「幽霊領土」あるいは「塵の山」に変えるがごときことは想像も及ばないと強く主張した。
しかしながら彼が最も恐れたことは、あまりにも低い生活水準しか生めない経済状態のために、ドイツの人々の怒りが連合国に向けられて、その為に「ナチの犯罪とナチの教義と行為の邪悪さが曖昧になること」だった。
1945年の春にトルーマンに同様の議論を迫っただけでなく、ドイツの無条件降伏に伴う悲惨な分割占領の状況を見聞するに及び、ジョセフ・グルー国務長官代理（元駐日大使）の発議による日本の降伏の実質的な緩和を強く支持した。グルーの日米友好への願いのバトンを受けて、7月のポツダム宣言の起草にも影響力を行使した結果、8月に日本は国体（天皇制）を護持して降伏することができた。
弁護士でもあったスティムソンは、主要な戦争犯罪人に対して適切な司法の訴訟手続きを行うよう強く要求した。彼と陸軍省は国際裁判所についての最初の提案を立案し、それは間もなく交代したトルーマンから支持された。スティムソンの計画は、最終的に1945年11月から1946年10月のニュルンベルク裁判に結びつき、国際法の開発に重要な影響を与えた。

### 後半生
1945年9月21日に陸軍長官を退任し、マクジョージ・バンディの助けを借りて回顧録の執筆を行った。1950年10月20日にロングアイランドにおいて83歳で死去した。タフト内閣の閣僚としては最後の生存者であった。ワシントンD.C.にある民間の国際関係研究所「ヘンリー・スティムソン・センター」は、スティムソンの名に因んで名付けられた。

## 家族
1893年7月にメイベル・ホワイト（Mabel White）と結婚したが、2人の間に子供はいなかった。

## 著書・評伝
- マックジョージ・バンディ編 『ヘンリー・スティムソン回顧録』 中沢志保・藤田怜史訳、国書刊行会（上・下）、2017年
- 中沢志保『ヘンリー・スティムソンと「アメリカの世紀」』 国書刊行会、2014年
- ジョナサン・W・ジョーダン『FDRの将軍たち　ローズヴェルトの最高司令部はいかにしてアメリカを勝利に導いたか』中沢志保訳、国書刊行会（上・下）、2022年

## 演じた人物
- ジェームズ・レマー - 映画『オッペンハイマー』（2023年）